# Triade ruthène
Le romantisme est un mouvement culturel apparu au du XIXe siècle en Galicie alors partie de l'empire d'Autriche. En russe : Русская троица et en ukrainien : Руська трійця. C'est en 1832, au séminaire gréco-catholique de Lviv (Lemberg), que se forme la « Triade ruthène » autour de Markian Chachkevytch Ces[Quoi ?] membres notables furent Markian Chachkevytch, Ivan Vahylevytch, Iakiv Holovatsky, Myroslav Ilkevytch, Markel Kulchytskyi et comme œuvre saillante : La sirène du Dniepr. Le musée « Sirène du Dniepr » à Lviv leur est consacré.